# Виельгорский, Михаил Юрьевич
Граф Михаи́л Ю́рьевич Виельго́рский (фамилия передавалась также как Вельгурский, Велеурский и другими способами; пол. Michał Wielhorski; 1788—1856) — русский музыкальный деятель и композитор-любитель польского происхождения, старший брат Матвея Виельгорского, отец Иосифа Виельгорского.

## Детство
Сын польского посланника при дворе Екатерины II, деятеля Тарговицкой конфедерации, Юрия Михайловича Виельгорского, на русской службе имевшего чин действительного тайного советника, и графини Софьи Дмитриевны Матюшкиной, фрейлины Екатерины II.
В 1794 году вместе с отцом и братьями принял православие, причём восприемницей была сама императрица.

## Служебная деятельность
В десять лет Михаил вместе со своим младшим братом был пожалован Павлом I в звание рыцаря Мальтийского ордена.
В январе 1804 года граф Виельгорский был пожалован придворным чином камер-юнкера; тогда же он поступил на службу в Коллегию иностранных дел, где состоял до апреля 1812 года, когда был причислен к Министерству народного просвещения. В 1818 году перешёл в ведомство Министерства внутренних дел, но в 1826 году вернулся в Министерство народного просвещения; в этом же году был пожалован придворными званиями камергера и «в должности егермейстера». В 1827 году исправлял должность попечителя Харьковского учебного округа; состоял членом Главного правления училищ, находящихся в Санкт-Петербурге, был членом Комитета Главной театральной дирекции.
В 1832 году в чине действительного статского советника и в придворном звании «в должности шталмейстера» Михаил Виельгорский был назначен почётным опекуном Санкт-Петербургского опекунского совета и управлял воспитательным домом, Мариинской больницы и Училищем глухонемых. В 1835 году был пожалован в шталмейстеры, в 1838 году — в гофмейстеры, в 1845 году был назначен членом Главного совета женских учебных заведений, в июне 1846 года пожалован в обер-шенки.

## Салоны Виельгорского в Петербурге
С 1833 года Виельгорский снимал квартиру в Доме Голенищева-Кутузова по адресу Итальянская улица, 5 (современный адрес — площадь Искусств, 3). Среди соседей Виельгорского по этому дому были генерал П. В. Голенищев-Кутузов и корнет Гусарского полка И. К. Варламов.
В 1844 году Виельгорский приобрёл дом по адресу Итальянская улица, 9 (современный адрес — площадь Искусств, 4) и переехал в это здание.

## Музыкант и меценат
В своё поместье Луизино в Курской губернии, вдали от столичной жизни, Виельгорский сумел привлечь многих музыкантов. В 1820-х годах в его имении были исполнены 7 симфоний Бетховена.
В Петербурге Виельгорский имел таких знаменитых друзей как Пушкин, Тютчев, Жуковский, и многих других, посещавших его квартиру и дом как места общения людей культуры и искусства. Виельгорский также оказывал материальную помощь молодым художникам и литераторам. В 1838 году совместно с Жуковским он организовал лотерею, на средства от которой был выкуплен из крепостной зависимости поэт Тарас Шевченко.
Особой страстью Михаила Виельгорского была музыка. Он был прекрасным исполнителем и композитором, дилетантом, но по отзыву Шумана, «гениальным дилетантом».
Незаурядные музыкальные способности Виельгорский развивал с детства. Он играл на скрипке и фортепиано, учился композиции и получил разностороннее музыкальное образование. Теорию музыки и гармонию он изучал у В. Мартин-и-Солера, композицию у Вильгельма Тауберта. Ещё в 1804 году, когда вся семья жила в Риге, Виельгорский принимал участие в домашних квартетных вечерах: партию первой скрипки исполнял отец, альта — Михаил Юрьевич, а партию виолончели — его брат Матвей, музыкант-исполнитель. Не ограничиваясь полученными знаниями, Виельгорский продолжил занятия композицией в Париже у Л. Керубини — известного композитора и теоретика.
Испытывая большой интерес ко всему новому, Виельгорский в Вене познакомился с Л. Бетховеном и присутствовал в числе первых восьми слушателей при исполнении «Пасторальной» симфонии. В течение всей жизни он оставался горячим поклонником немецкого композитора. Перу Виельгорского принадлежит опера «Цыгане» на сюжет, связанный с событиями Отечественной войны 1812 г. (либретто В. Жуковского и В. Соллогуба), он одним из первых в России осваивал крупные сонатно-симфонические формы, написав две симфонии (Первая была исполнена в 1825 г. в Москве), струнный квартет, две увертюры. Им созданы также Вариации для виолончели с оркестром, пьесы для фортепиано, романсы, вокальные ансамбли, а также ряд хоровых сочинений. Романсы Виельгорского пользовались большой популярностью. Один из его романсов («Любила я») охотно исполнял Глинка.
Дом Виельгорского на был элитным клубом и центром международных культурных связей. Здесь собирались истинные ценители музыки, выступали артисты и музыканты, впервые исполнялись многие сочинения. Во время гастролей в Санкт-Петербурге Ф. Лист останавливался в доме Виельгорского и познакомился с М. Глинкой. В этом доме Лист впервые играл на рояле по нотной партитуре оперу Глинки «Руслан и Людмила». Поэт Д. Веневитинов называл дом Виельгорского «академией музыкального вкуса», Г. Берлиоз, приезжавший в Россию, — «маленьким храмом изящных искусств». Михаил Юрьевич Виельгорский свободно владел немецким, французским и итальянским и активно способствовал общению русских и иностранных гостей. Дом Виельгорских в середине XIX века был центром культурной жизни Петербурга, который посещали Глинка, Тютчев, Берлиоз, Лист, Рубини и многие другие деятели культуры Европы и России.

Умер Михаил Виельгорский 9 (21) сентября 1856 года в Москве. Его зять граф В. Соллогуб вспоминал о нём:
Граф Виельгорский прошёл незамеченный в русской жизни; даже в обществе, в котором он жил, он был оценен только немногими. Он не искал известности, уклонялся от борьбы и, несмотря на то — или, может быть, именно потому, — был личностью необыкновенной: философ, критик, лингвист, медик, теолог, герметик, почетный член всех масонских лож, душа всех обществ, семьянин, эпикуреец, царедворец, сановник, артист, музыкант, товарищ, судья, он был живой энциклопедией самых глубоких познаний, образцом самых нежных чувств и самого игривого ума.
Похоронен в Лазаревской усыпальнице Александро-Невской лавры в Петербурге.
В 1993 году часть помещений дома Виельгорского были переданы Российской гимназии при Русском музее.

## Семья

### Первый брак
Первой женой Михаила Виельгорского была фрейлина Екатерина Бирон (1793—1813), племянница последнего курляндского герцога. Этому браку способствовала императрица Мария Фёдоровна. Венчание состоялось в феврале 1812 года в Большой церкви Зимнего дворца. Этот брак укрепил позиции Виельгорского при дворе.

В воспоминаниях современницы Екатерина Бирон описывается, как милое, наивное дитя, которое любило кружева и наряды. После свадьбы Виельгорские переехали в Москву, вскоре началась Отечественная война. Спасаясь от неприятеля, они уехали в одно из своих имений. В январе 1813 года чета Виельгорских решила вернуться в Петербург. Екатерина находилась на последнем сроке беременности. Их путь лежал через сгоревшую Москву. С трудом добравшись до Москвы, Виельгорские поселились в доме князя Голицына, где Екатерина умерла в результате родов. Об этой трагедии писала их родственница:
Участь бедной Катиши может служить урок для тех, кто захочет им воспользоваться. Боясь родить вдали от Петербурга, то есть без помощи слабой медицины, она предприняла путешествие, которое стоило ей жизни. Виельгорские выехали в самую распутицу, так что Катиша приехала в Рязань совершенно разбитая. Во время езды она почувствовала сильнейшие страдания... Даже здоровые мужчины, приезжая из Москвы, жалуются, что их всех растрясло. Несчастным Виельгорским приходилось очень плохо. Они кое-как добрались до Москвы, где несчастная женщина промучилась сорок часов и наконец родила дочь. На другой день после родов у неё сделался бред... Дней шесть она прострадала и умерла без причастия... Жалко Мишеля тем более, что он сам себе приписывает своё несчастие.
Но по данным метрической книги церкви Николая Чудотворца, что в Гнездиках Никитского сорока г.Москвы за 1813 год указывается, что в Москве Виельегорские сняли дом у её сиятельства Штац-Дамы княгини Анны Михайловны Прозоровской, где 23 января у жильца её камер-юнкера 5 класса графа Михаила Юрьевича Виельгорского родилась дочь Мария, которая, прожив 2 месяца и 5 дней умерла 26 марта того же 1813 года, а 28 марта была погребена в Донском Монастыре. Сведений о смерти Екатерины Виельгорской в указанной книге этой церкви не имеется.
- Мария Михайловна (23.01(4.02).1813— 26.03(7.04).1813)

### Второй брак
В 1816 году Михаил Виельгорский тайно женился на старшей сестре первой жены Луизе Бирон (1791—1853) — фрейлине императрицы-матери Марии Фёдоровны. Такой брак по церковным правилам считался противозаконным. Этим он навлёк на себя опалу и вынужден был уехать в своё поместье Луизино в Курскую губернию. В этом имении Виельгорские прожили несколько лет. Здесь же родились их дети:
- Иосиф Михайлович (1817—1839), друг Гоголя, умер от чахотки в Риме, его короткой жизни посвящена книга[9] и отрывок Гоголя «Ночи на вилле».
- Аполлинария Михайловна (05.11.1818—1884), крещена 8 ноября 1818 года в церкви Вознесения, крестница графа Г. И. Чернышёва и В. И. Ланской[10]; с 1843 года замужем за А. В. Веневитиновым, братом поэта Д. В. Веневитинова.
- Софья Михайловна (1820—1878), с 1840 года жена писателя В. А. Соллогуба.
- Михаил Михайлович (1822—21.11.1855), статский советник, действительный член Общества Красного Креста, с 1853 года по Высочайшему указу именовался графом Виельгорским-Матюшкиным. Скончался от воспаления мозга в Симферополе[11].
- Анна Михайловна (1823—1861), с 1858 года жена князя Александра Ивановича Шаховского (1822—1891). Согласно некоторым мемуаристам, в неё был влюблён Н. В. Гоголь. Гоголь якобы хотел на ней жениться, но, зная, что Л. К. Виельгорская не согласится на неравный брак своей дочери, предложение не сделал.

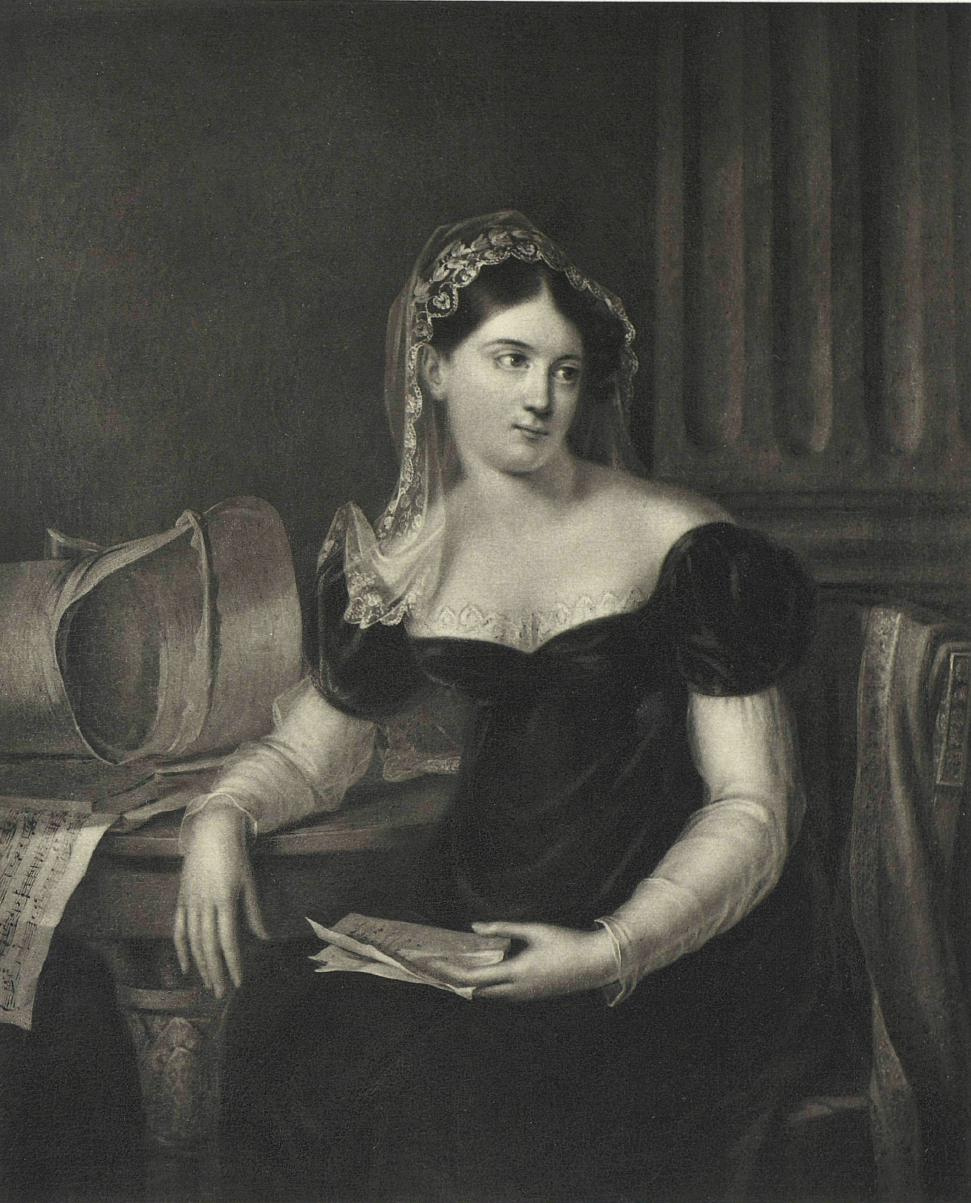
Луиза Карловна Виельгорская
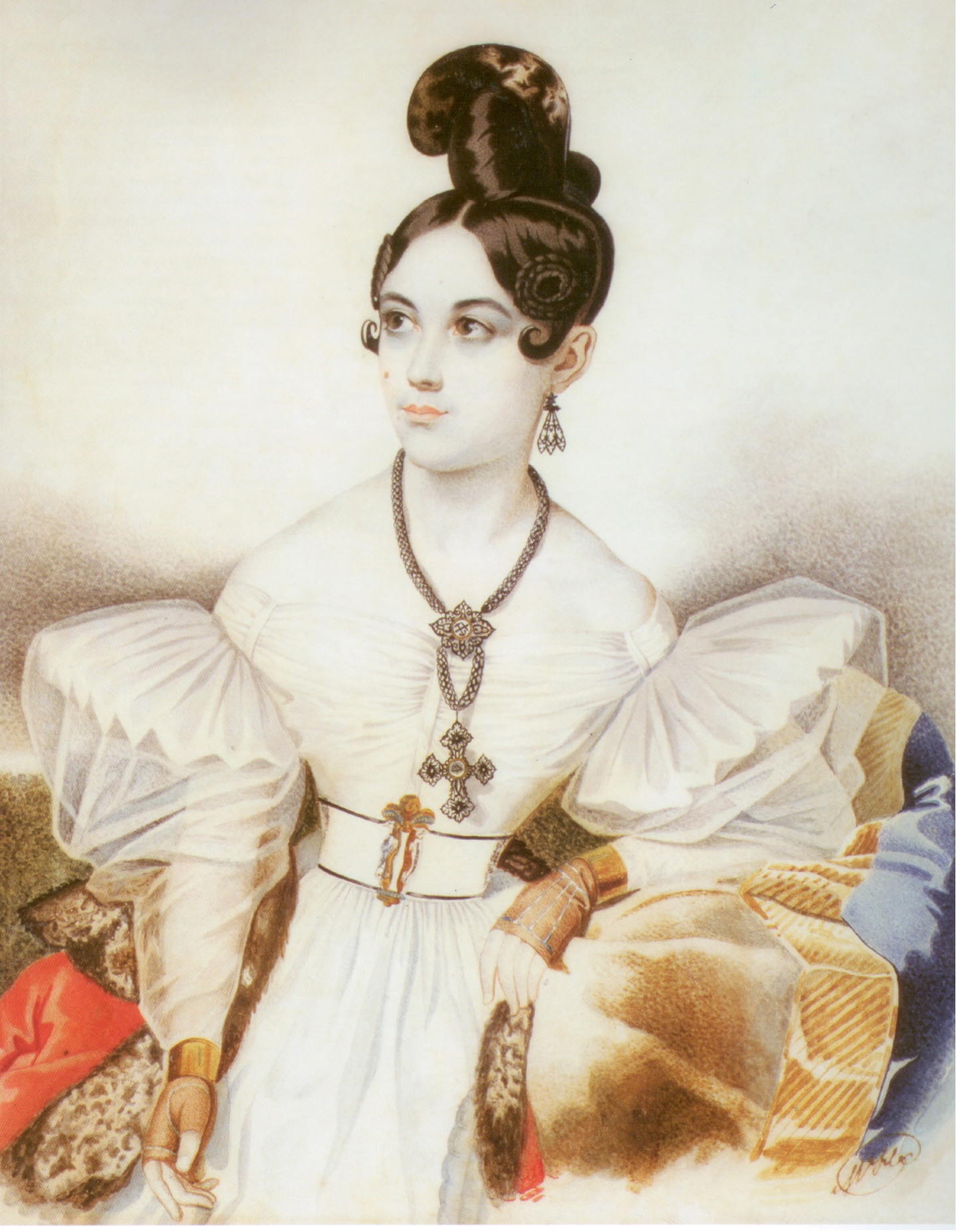
Аполлинария Михайловна
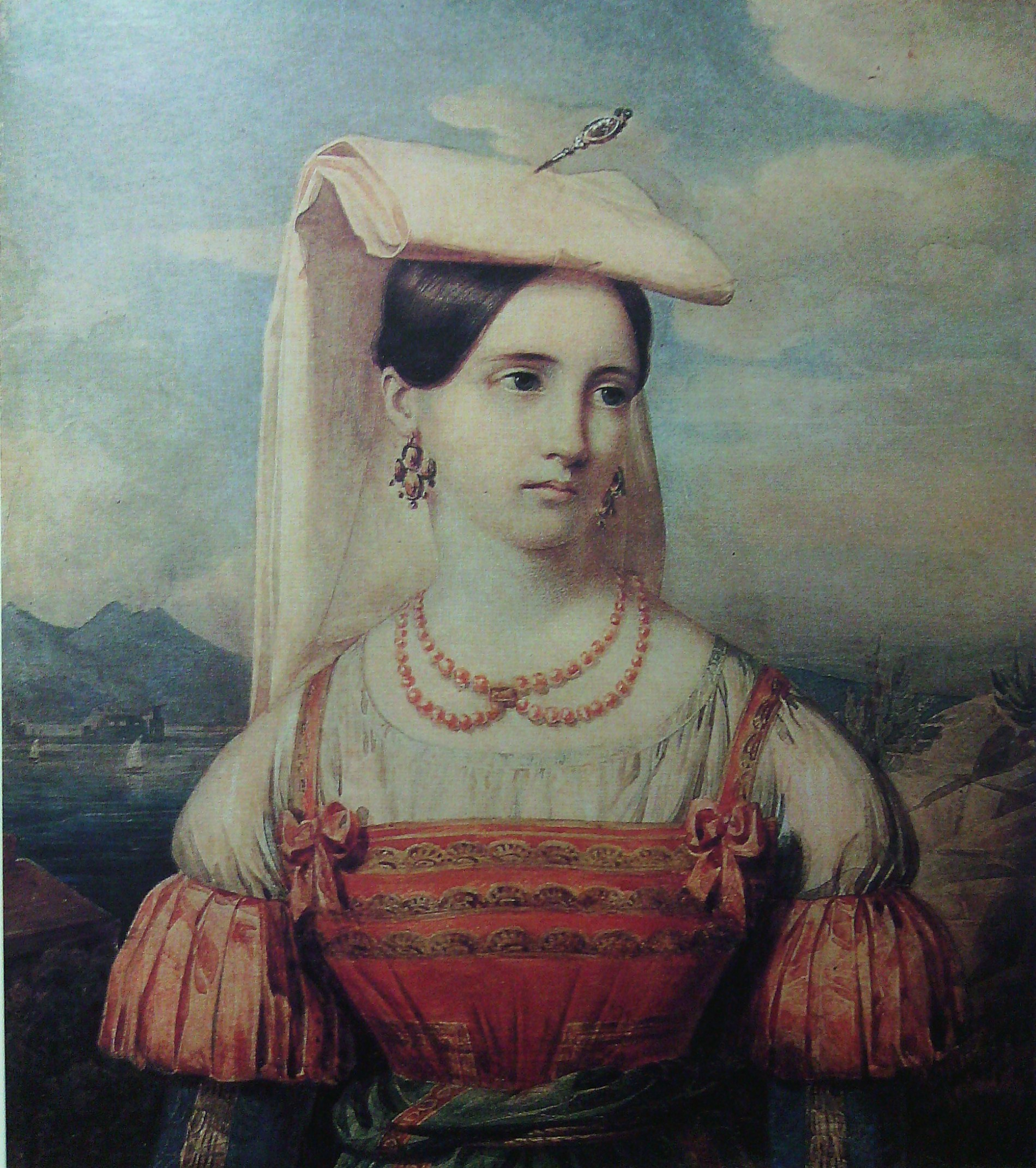
Софья Михайловна
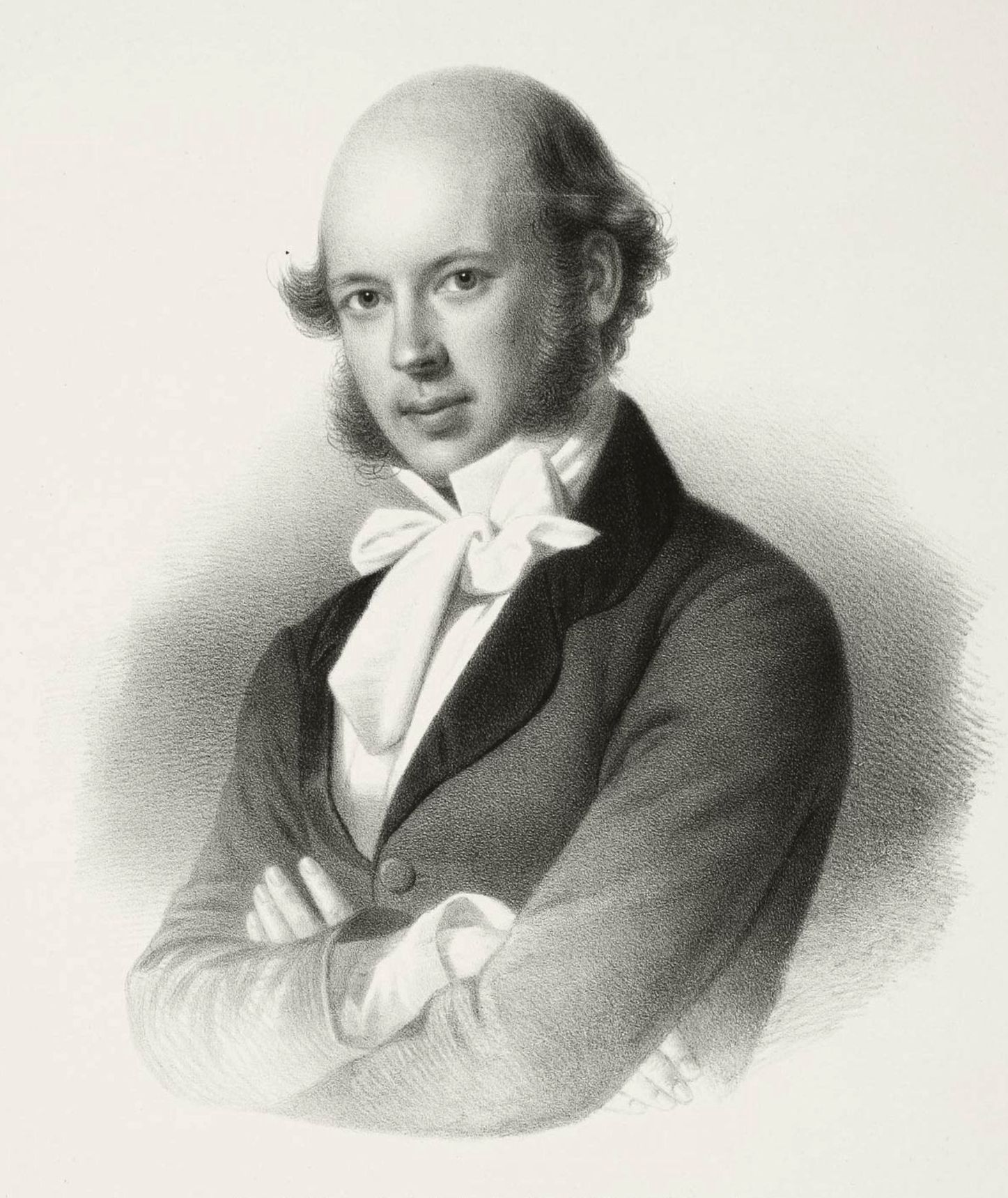
Михаил Михайлович
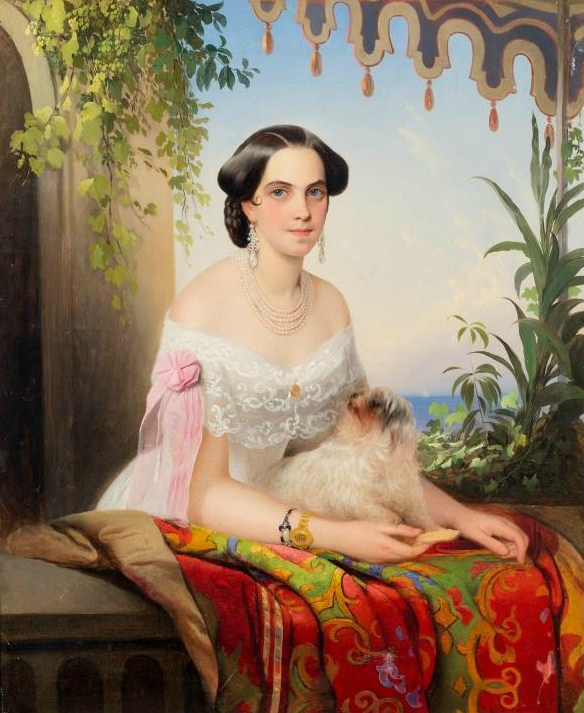
Анна Михайловна